# Montague (Míchigan)
Montague es una ciudad ubicada en el condado de Muskegon en el estado estadounidense de Míchigan. En el Censo de 2010 tenía una población de 2361 habitantes y una densidad poblacional de 279,2 personas por km².

## Geografía
Montague se encuentra ubicada en las coordenadas 43°24′48″N 86°21′51″O / 43.41333, -86.36417. Según la Oficina del Censo de los Estados Unidos, Montague tiene una superficie total de 8.46 km², de la cual 6.62 km² corresponden a tierra firme y (21.75%) 1.84 km² es agua.

## Demografía
Según el censo de 2010, había 2361 personas residiendo en Montague. La densidad de población era de 279,2 hab./km². De los 2361 habitantes, Montague estaba compuesto por el 95.98% blancos, el 0.64% eran afroamericanos, el 1.02% eran amerindios, el 0.34% eran asiáticos, el 0.04% eran isleños del Pacífico, el 0.42% eran de otras razas y el 1.57% pertenecían a dos o más razas. Del total de la población el 3.43% eran hispanos o latinos de cualquier raza.